# Lazăr Comănescu
Lazăr Comănescu (ur. 4 czerwca 1949 w Horezu) – rumuński dyplomata i ekonomista, w 2008 i od 2015 do 2017 minister spraw zagranicznych.

## Życiorys
W 1972 ukończył handel zagraniczny w Wyższej Szkole Ekonomicznej w Bukareszcie, studiował także na paryskiej Sorbonie. W 1982 uzyskał doktorat w zakresie międzynarodowych stosunków gospodarczych. W latach 1972–1982 pracował w rumuńskim Ministerstwie Spraw Zagranicznych, następnie objął stanowisko wykładowcy w stołecznej Akademii Studiów Ekonomicznych. Do dyplomacji powrócił w 1990, pracował początkowo jako radca, od 1994 był dyrektorem departamentu ds. Unii Europejskiej, w 1995 dyrektorem generalnym resortu, następnie od tegoż roku do 1998 sekretarzem stanu w MSZ. W latach 1998–2001 był szefem stałego przedstawicielstwa Rumunii przy NATO i Unii Europejskiej, a od 2001 do 2008 ambasadorem Rumunii przy UE.
W kwietniu 2008 objął urząd ministra spraw zagranicznych w rządzie Călin Popescu-Tăriceanu. Sprawował go do grudnia tego samego roku. W 2009 został ambasadorem Rumunii w Niemczech. W listopadzie 2015 powrócił w skład rządu – w technicznym gabinecie, na czele którego stanął Dacian Cioloș, objął ponownie stanowisko ministra spraw zagranicznych. Zakończył urzędowanie w styczniu 2017.
Odznaczony rumuńskimi Orderem Wiernej Służby I i II klasy.
Lazăr Comănescu jest żonaty, ma córkę.